# Acanthodactylus harranensis
Acanthodactylus harranensis (харранська гребнепала ящірка) — вид ящірок родини ящіркових (Lacertidae). Ендемік Туреччини.

## Поширення і екологія
Харранські гребнепалі ящірки відомі з типової місцевості, розташованої в руїнах стародавнього міста Харран на південному заході Анатолії. Можливо, вони також присутні в сусідніх районах Сирії та Іраку. Харранські гребнепалі ящірки живуть серед скель. Відкладають яйця.

## Збереження
МСОП класифікує цей вид як такий, що перебуває на межі зникнення. Acanthodactylus harranensis загрожує знищення природного середовища.